# Джоухар
Джоухар (на сомалийски: Jowhar) е град в Сомалия. Има богато историческо минало. Играе важна роля по време на Гражданската война в Сомалия през 2006 г. ИСС го превзема. Преди това е бил град, контролиран от СВМАТ. Населението му към 2005 г. е около 48 000 жители.